# Front Nacional d'Alliberament d'Eelam
El Front Nacional d'Alliberament d'Eelam (Eelam National Liberation Front, ENLF) fou una aliança de grups armats formada el febrer de 1984, en la qual van participar:
- Organització Revolucionaria d'Estudiants d'Eelam
- Tigres d'Alliberament de Tamil Eelam (LTTE, incorporat l'abril de 1984)
- Front d'Alliberament Popular Revolucionari d'Eelam
- Organització d'Alliberament de Tamil Eelam

Les accions conjuntes van permetre aniquilar a les forces del govern a Jaffna. El febrer de 1986, amb la sortida del LTTE, el ENLF va desaparèixer.